# Psephactus
Psephactus is een kevergeslacht uit de familie van de boktorren (Cerambycidae). De wetenschappelijke naam van het geslacht werd voor het eerst geldig gepubliceerd in 1879 door Edgar von Harold.

## Soorten
Psephactus omvat de volgende soorten:
- Psephactus pariditarsus Komiya & Heffern, 2005
- Psephactus remiger Harold, 1879
- Psephactus scabripennis Kusama, 1974
- Psephactus taiwanicus Kano, 1933